# Đài tưởng niệm các nạn nhân trong Cuộc chiếm đóng của Đức

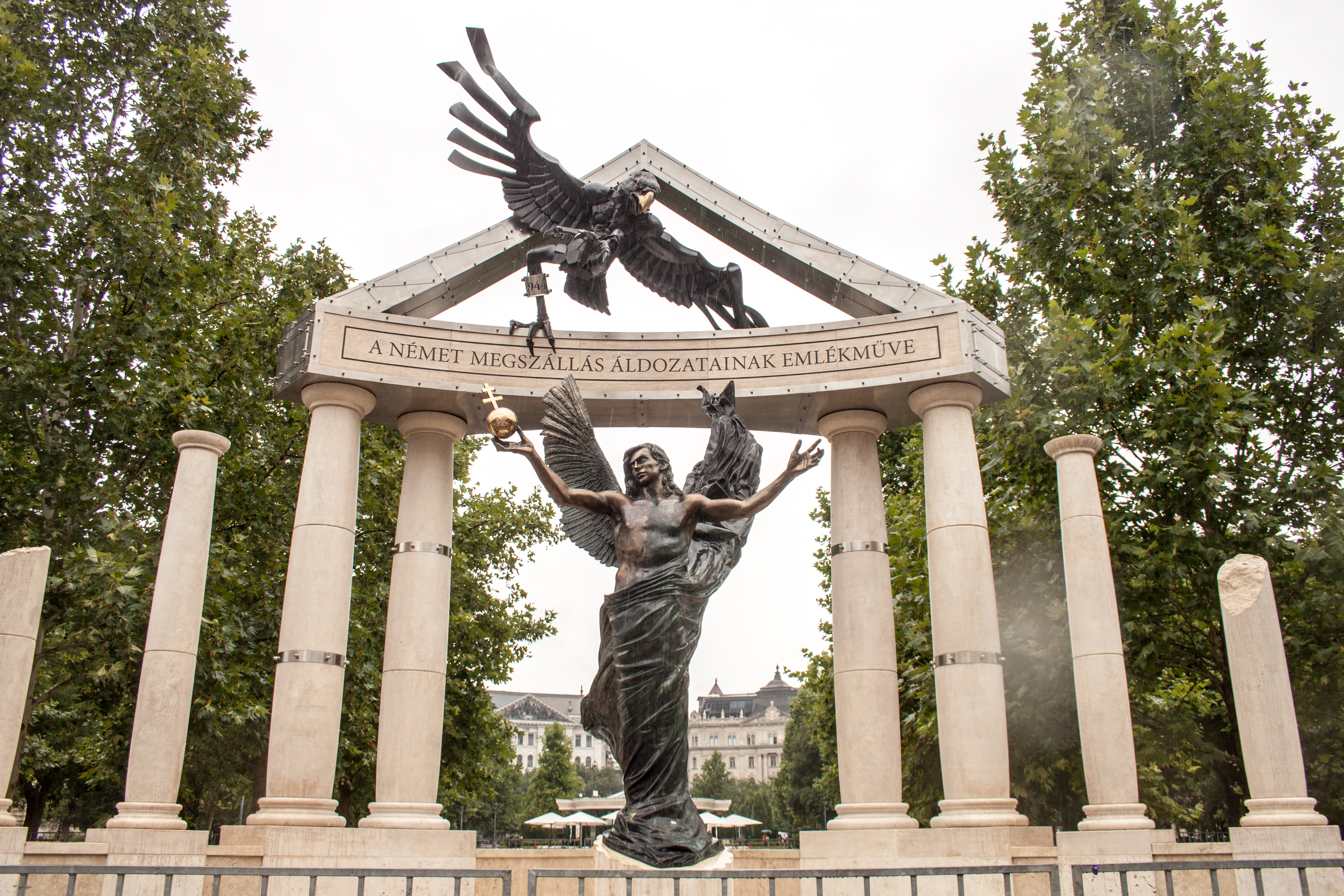
Đài tưởng niệm

Đài tưởng niệm các nạn nhân trong Cuộc chiếm đóng của Đức (tiếng Hungary: A német megszállás áldozatainak emlékműve) là đài tưởng niệm do Thủ tướng Hungary Viktor Orbán lên ý tưởng nhằm tưởng nhớ các nạn nhân trong cuộc xâm lược của Phát xít Đức. Bức tượng đặt ở Quảng trường Tự do Budapest. Đài tưởng niệm gây ra nhiều tranh cãi, khiến các tổ chức cộng đồng người Do Thái vô cùng tức giận. Họ đưa ra những lời chỉ trích, cáo buộc rằng đài tưởng niệm là lời tha thứ cho nhà nước Hungary và người Hungary hợp tác với Đức Quốc xã đồng lõa trong cuộc diệt chủng Holocaust khiến khoảng 6 triệu người Do Thái thiệt mạng.

## Lịch sử
Đề án công bố vào cuối năm 2013 và thông qua trong một phiên họp nội các kín vào đêm giao thừa năm 2013. Đài tưởng niệm bắt đầu xây dựng vào đêm ngày 21 tháng 7 năm 2014.

## Miêu tả
Đài tưởng niệm gồm bức tượng bằng đá của Tổng lãnh thiên thần Gabriel (một biểu tượng quốc gia của Hungary) đang bị một con đại bàng có móng vuốt tấn công. Hình ảnh đại bàng tượng trưng cho quốc huy của Đức Quốc xã, đại diện cho cuộc xâm lược và chiếm đóng của Đức Quốc xã tại Hungary vào tháng 3 năm 1944. Trên mắt cá chân của con đại bàng có khắc dòng chữ "1944". Dưới chân tượng đài có ghi dòng chữ "Tưởng nhớ các nạn nhân."
Thiết kế của bức tượng gặp phải nhiều chỉ trích khi người Hungary được miêu tả trong vỏ bọc vô tội của thiên thần Gabriel, do đó đã làm giảm đi trách nhiệm của chính quyền Hungary khi chính quyền này trục xuất người Do Thái và Roma đến các trại diệt chủng của Đức Quốc xã. Nhà điêu khắc đài tưởng niệm không chấp nhận cách giải thích này, và nói rằng tượng đài được lấy ý tưởng từ bức tượng Nhà nước Hungary, trên Quảng trường Anh hùng ở Budapest, biểu hiện chủ quyền của Hungary.

## Một số hình ảnh

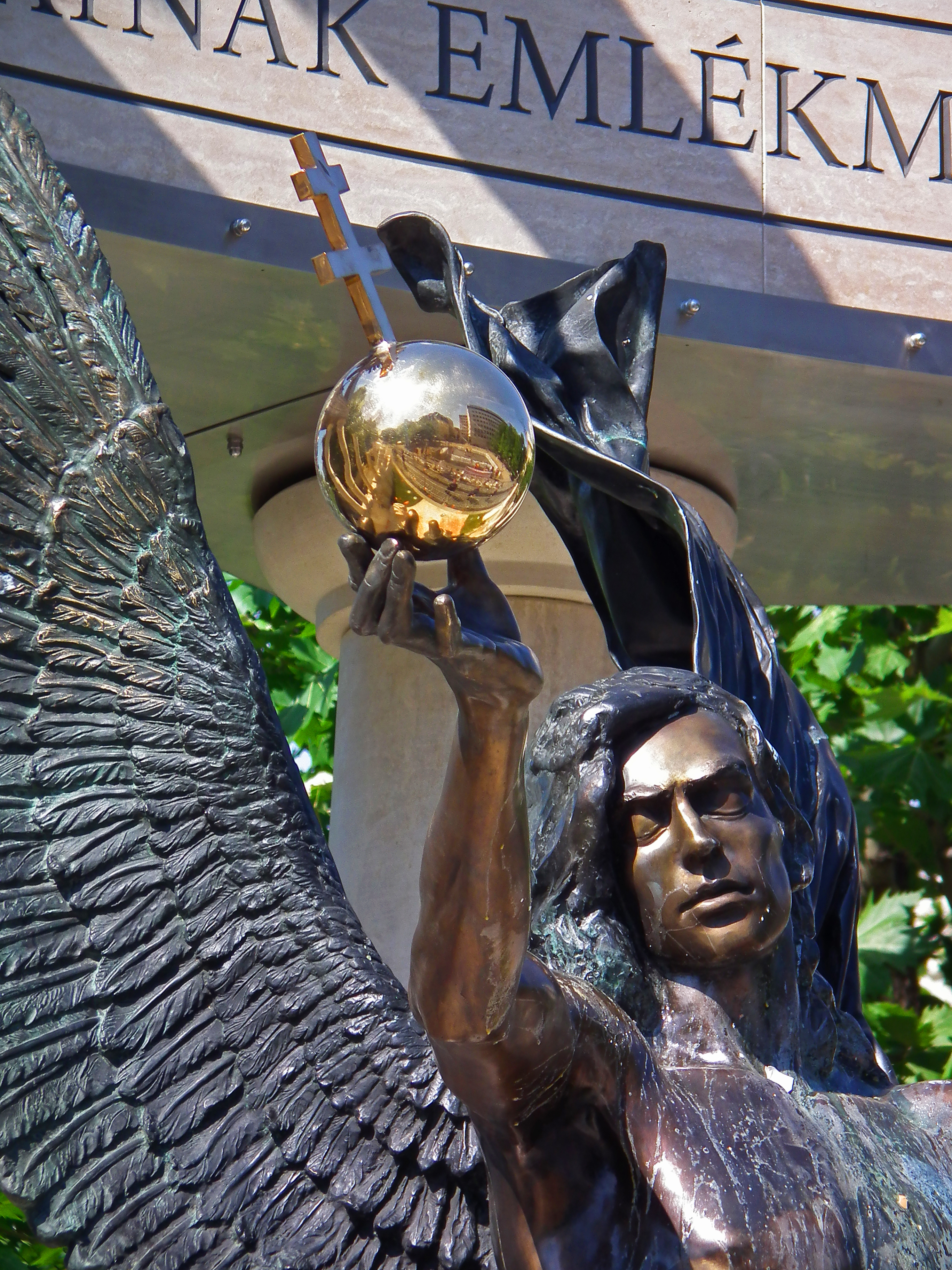
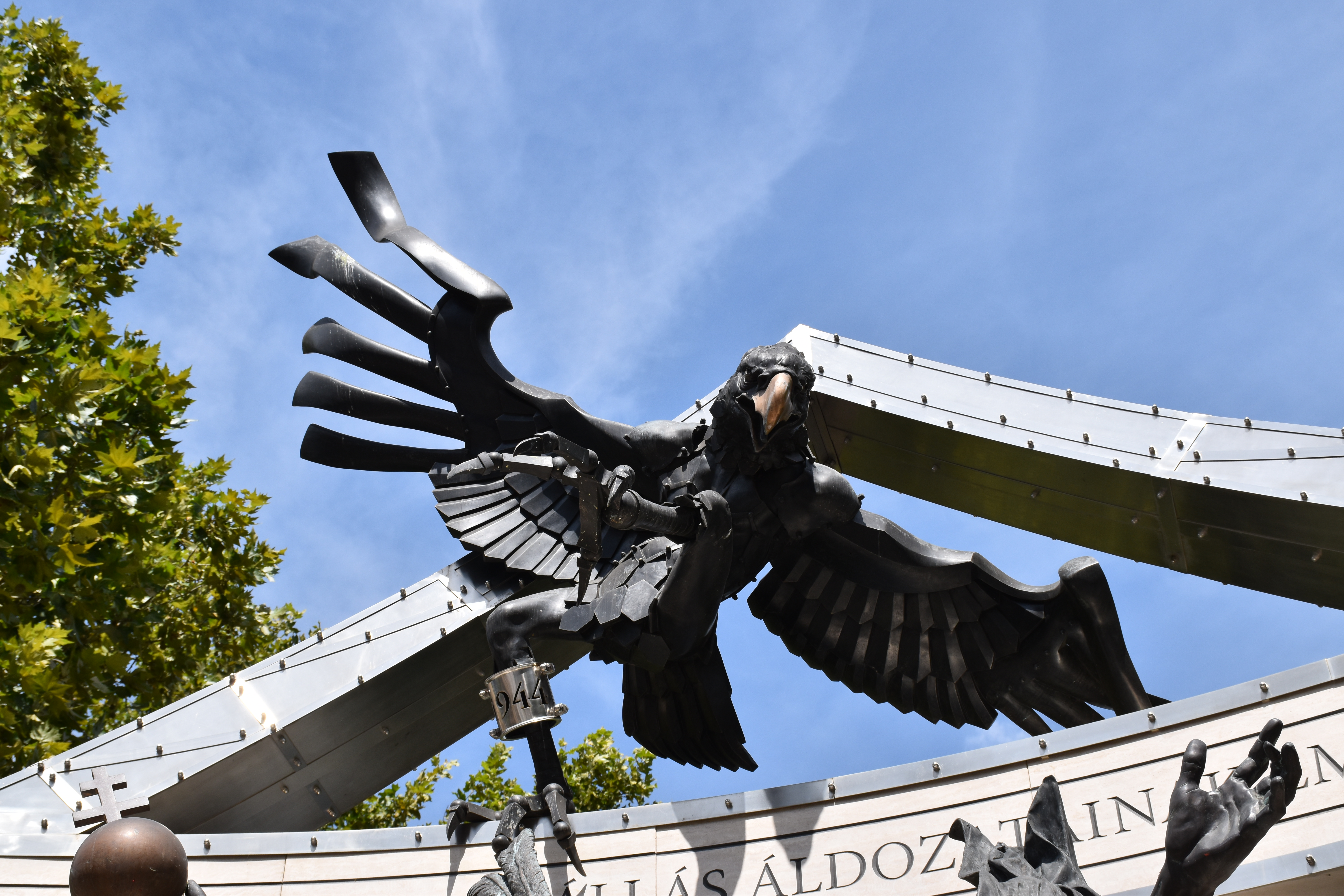